# Distrito de Estique Pampa
El distrito de Estiquepampa es uno de los ocho que conforman la provincia de Tarata, ubicada en el departamento de Tacna en el sur de Perú.
Desde el punto de vista jerárquico de la Iglesia católica forma parte de la diócesis de Tacna y Moquegua la cual, a su vez, pertenece a la arquidiócesis de Arequipa.

## Historia
El distrito de Estiquepampa fue creado mediante Ley 12539 del 12 de enero de 1956, en el gobierno de Manuel A. Odría. Considerados unos de los distritos con abundante vegetación.

## Demografía
Tiene una población de 412 habitantes (221 hombres y 191 mujeres).

## Autoridades

### Municipales
- 2015-2018
  - Alcalde: Joel José Espinoza Ayca, de Acción Popular.
  - Regidores:

  1. Félix Morales Alférez (Acción Popular)
  2. Efrén Veridiano García Tenorio (Acción Popular)
  3. Lucía Ana Castro Poma (Acción Popular)
  4. Francisco Osnayo Alférez (Acción Popular)
  5. Eleucadio Valentín Paye Limache (Arriba Tacna)